# Rosalyn Sussman Yalow

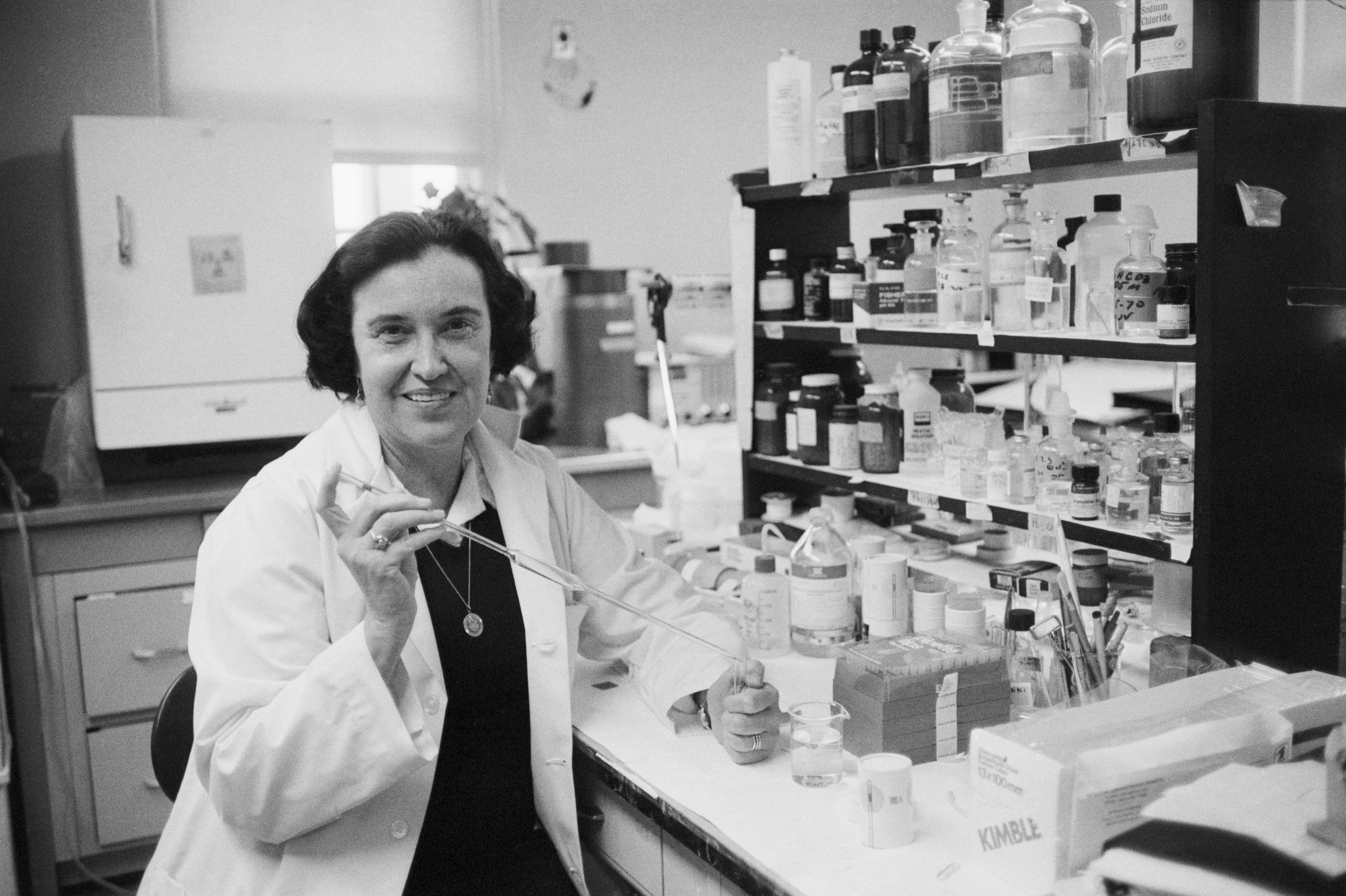
Rosalyn Sussman Yalow (1977)

Rosalyn Yalow, geborene Sussman (* 19. Juli 1921 in New York City, New York; † 30. Mai 2011 ebenda) war eine US-amerikanische Physikerin und Pionierin der Nuklearmedizin. Sie arbeitete vor allem auf dem Gebiet der Hormonforschung. 1977 wurde sie mit dem Medizin-Nobelpreis ausgezeichnet.

## Leben
Rosalyn Sussman wuchs als Tochter des Immigrantenehepaars Clara und Simon Sussman in New York auf.
Schon während sie sich am dortigen Hunter College auf die Physik spezialisierte, hörte sie 1939 an der Columbia University den Vorträgen von Enrico Fermi zu. Sie lernte dort auch ihren späteren Mann, Aaron Yalow, kennen; ihr Studium finanzierte sie durch Sekretariatsarbeiten für ihre Professoren.
Nach ihrer Graduierung zur B.A. in Physics im Januar 1941 wurde ihr eine Assistentenstelle an der University of Illinois angeboten, wo sie sich als einzige Frau unter 400 Studenten behauptete. 1942 machte sie dort ihren M.S. in Physics, 1943 heiratete sie Aaron Yalow. 1945 schloss sie ihr Studium mit dem Ph.D. in Nuclear Physics ab. Nach einer kurzen Anstellung – als einzige Frau – am Federal Telecommunications Laboratory (ITT) kehrte sie 1946 als Physikprofessorin ans Hunter College zurück, wo sie bis 1950 unterrichtete.
Schon 1947 begann sie neben ihrer Lehrtätigkeit am Veterans Administration Hospital in der Bronx, New York zu arbeiten. Im Juli 1950 begann ihre 22-jährige enge Zusammenarbeit mit Solomon Aaron Berson. Sie konzentrierten sich auf den Nachweis von Peptiden im Blut. Nachdem sie Globine und andere Serumproteine messen konnten, wendeten sie sich kleineren Molekülen zu. Bei ihren Insulin-Studien entdeckten sie, dass mit Insulinpräparaten behandelte Diabetiker Antikörper gegen die tierischen Insuline bildeten. Daraus leiteten sie Methoden zur Messung des Insulinspiegels im Blut ab. 1959 bezeichnet sie als das Geburtsjahr der Methode des Radioimmunassays, der heute weltweit in den medizinischen Labors eingesetzt wird. Berson und Yalow haben ihre Erkenntnisse nicht patentieren lassen, damit sie allgemein verfügbar sind. 1968 ging Solomon Berson als Institutsvorstand ans Department of Medicine at the Mount Sinai School of Medicine und Yalow übernahm die interimistische Leitung und wurde 1970 zum Chief ernannt. Nach dem frühen Tod Bersons 1972 wurde das Labor auf Yalows Wunsch in Solomon A. Berson Research Laboratory umbenannt, so that his name will continue to be on my papers as long as I publish and so that his contributions to our Service will be memoralized.
Rosalyn Yalow unterrichtete von 1968 bis 1979 an der Mount Sinai School of Medicine und von 1975 bis 1985 an der Yeshiva University in New York.
Von 1973 bis 1979 war sie Mitherausgeberin von Hormone and Metabolic Research.
1971 erhielt Yalow einen Gairdner Foundation International Award und den Howard Taylor Ricketts Award, 1972 den Fred Conrad Koch Award, 1976 den Albert Lasker Award for Basic Medical Research. 1977 wurde sie für die Entwicklung radioimmunologischer Methoden der Bestimmung von Peptidhormonen mit dem Nobelpreis für Physiologie oder Medizin ausgezeichnet. Sie war damit nach Gerty Cori die zweite Frau, die diese Auszeichnung erhielt. 1975 wurde sie in die National Academy of Sciences aufgenommen, 1978 in die American Academy of Arts and Sciences.
Von 1980 bis 1985 war Yalow Vorsitzende des Department of Clinical Science, Montefiore Hospital and Medical Center.
1986 emeritierte Rosalyn Yalow und wurde Emeritus Professor, Albert Einstein College of Medicine, Yeshiva University.
Rosalyn und Aaron Yalow bekamen zwei Kinder, Benjamin und Elanna. Sie wohnten in Riverdale, New York.
2002 wurde ein Asteroid nach ihr benannt: (13915) Yalow.